# 古勒勒勒 (魯凱族)
古勒勒勒，是臺灣魯凱族伊拉部落（Kudrengere，位於今屏東縣霧臺鄉）傳說中的一位頭目，因為其自私的個性導致他被部落裡的人所厭惡、最後失去了所有的族人。

## 簡述
古勒勒勒是伊拉部落頭目家族的成員，他有一個妹妹慕阿卡伊卡伊（Mwakaikai），後來由於家中的長者相繼去世，他便繼承了頭目的位子。當時雖然伊拉部落是個人口眾多的大部落，但是他本人卻相當自私而任性，凡事都為了自己的利益和喜好而使喚族人，完全沒有為其他人著想，甚至連慕阿卡伊卡伊也被他使喚著，使得族人對他的不滿越來越高。

## 傳說

### 抓鳥
後來某一天古勒勒勒突然要整個部落的人動員去給自己活捉世界上最漂亮，而且完美無缺的鳥。雖然有幾個族人陸續抓到鳥給他，但都因為那些鳥的身上有傷口或肢體殘缺而被嫌棄，最後沒人能完成古勒勒勒的命令。

### 被拋棄
抓鳥的命令讓族人對他的不滿實在忍不可忍，因此便在商量完後假裝開設一場宴會，邀請古勒勒勒來參加，並且在宴會中找機會把他灌醉到不省人事，而部落的族人們便趁機收拾好東西、向西集體遷村，連他的妹妹慕阿卡伊卡伊也拋棄他而去，古勒勒勒在醒來後發現部落內空無一人，並在西方的山頭上看到最後一個族人的身影消失的畫面，才知道自己已經被所有的族人拋棄了。

### 去世
後來古勒勒勒單獨住在自己喜歡的樹屋裡，但由於缺乏生活技能，他很快就餓死了；而拋棄他的族人們則分別建立了今天位於高樹鄉的三個聚落：加蚋埔（Kalrapau）、大路關（Talrukwane）和廣福（Turawrathe）。

### 其他版本
另有說法認為，古勒勒勒派人抓鳥是為了享受殺鳥的樂趣，當殺鳥殺到膩時便改為猴子，頻繁殺生之下導致伊拉部落附近的鳥和猴子都消失了，族人必須前往海邊附近才能抓到，而在一次殺猴並且全村跳舞慶祝時，古勒勒勒想到如果砍下人的頭一定更有趣，並且受到族人支持，就這樣開始了魯凱族的出草習俗。